# Yupiks
 (novembre 2022).
Si vous disposez d'ouvrages ou d'articles de référence ou si vous connaissez des sites web de qualité traitant du thème abordé ici, merci de compléter l'article en donnant les références utiles à sa vérifiabilité et en les liant à la section « Notes et références ».
Pour les articles homonymes, voir Yupik.

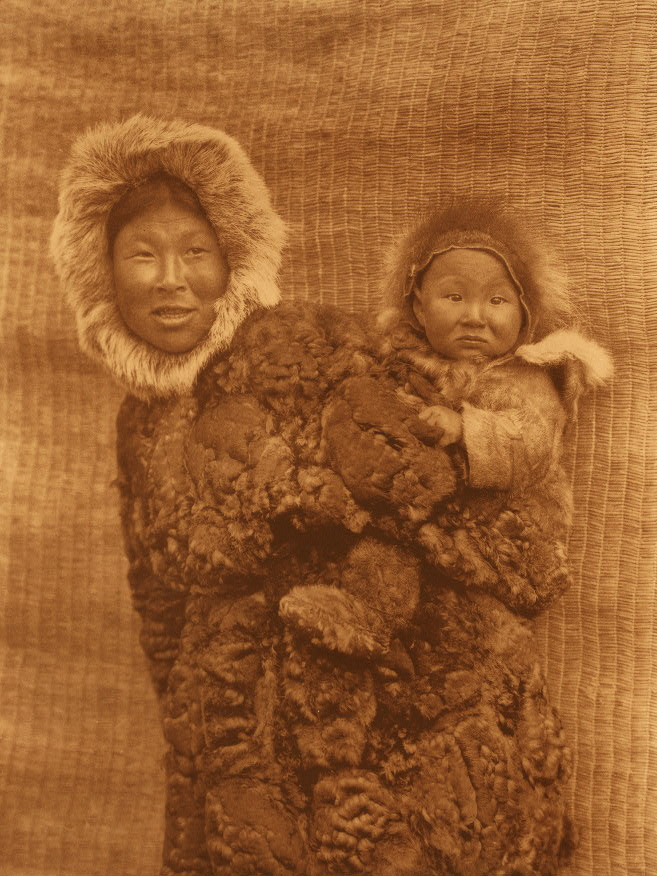
Une mère yupik et son enfant,
photographie d'Edward Sheriff Curtis.

Les Yupiks (Yup'ik au singulier et Yupiit au pluriel en langue yupik) sont les indigènes qui vivent sur la moitié sud de la côte ouest de l'Alaska, spécialement sur le delta du Yukon-Kuskokwim, le long de la rivière Kuskokwim (Yupiks du centre de l'Alaska), dans le sud de l'Alaska (les Alutiiqs), sur la pointe orientale de la Russie et l'île Saint-Laurent au sud du détroit de Béring (les Yupiks de Sibérie). Les Yupiit sont apparentés aux Inuits et sont membres du conseil circumpolaire inuit.
Les Yupiks du delta du Yukon-Kuskokwim vivent dans une toundra subarctique à riche végétation et de nombreux cours d'eau servant de voies de communication. Le manque de bois est pallié par l'abondance du bois de flottage descendant les rivières au printemps.
Les Yupiit du centre de l'Alaska sont de loin le groupe yupik le plus nombreux. Ceux qui vivent sur l'île Nunivak sont appelés Cup'ig ; ceux qui vivent dans le village de Chevak sont appelés Cup'ik.
À cause d'une confusion des explorateurs russes dans les années 1800, certains Yupiit habitant le long de la frontière avec leurs parents aléoutes ont été appelés Aléoutes, ou Alutiiq en yupik. Cette dénomination est restée en vigueur. Les Yupiit se sont désignés ainsi. Le terme se compose de Yuk (« personne ») et du suffixe -pik (« vrai »).

## Culture
Traditionnellement, les familles passaient le printemps et l'été au camp de pêche, puis se retrouvaient dans les villages pour l'hiver.
Dans la maison commune des hommes, le qasgiq, se déroulaient les cérémonies et les festivités, notamment les chants, les danses et les traditions orales. Le qasgiq était principalement utilisé pendant les mois d'hiver, car les groupes de familles suivaient les sources de nourriture tout au long du printemps, de l'été et de l'automne. Tous les hommes et garçons de plus de cinq ans y dorment et y vivent. Ce système de vie commune permet l'échange intergénérationnel et le maintien des traditions par la transmission orale. C'est donc le lieu où les hommes apprennent aux jeunes garçons les techniques de survie et de chasse. Pendant l'hiver, les jeunes y apprenaient aussi à fabriquer des outils et des kayaks.
Ces maisons semi-souterraines sont fabriquées en bois flotté, isolées par de l'humus et ouvertes par une entrée en tunnel. L'organisation intérieure est le reflet de l'organisation sociale du groupe : les hommes les plus importants sont au fond, là où il fait le plus chaud. L'organisation de cérémonies communautaires ou intercommunautaires est la seule occasion pour les femmes d'y pénétrer.
La maison des femmes, l'ena, était traditionnellement la maison voisine, et en certains endroits, les deux habitations étaient reliées par un tunnel. Les femmes apprenaient aux jeunes filles à coudre, faire la cuisine et tisser. Les garçons vivaient avec leur mère jusqu'à l'âge de cinq ans, puis allaient vivre dans le qasgiq. Tous les hivers, pour une durée allant de trois à six semaines, les garçons et les filles commutaient, et les hommes apprenaient aux filles les techniques de survie et de chasse et la fabrication d'outils, et les femmes apprenaient aux garçons à coudre et cuisiner.
Pour les Yupiit, chaque être et chaque objet possède une âme le « Yua », qui mérite le respect sous peine de punitions et d'avanies.
Beaucoup de familles ont conservé les moyens traditionnels de subsistance, spécialement le saumon et le phoque.

## Langues
Les Yupiks parlent cinq langues distinctes, qui forment un groupe rattaché à la branche eskimo de la famille eskimo-aléoute. Cette branche eskimo comporte également le groupe inuit-inupiaq, avec ses quatre ensembles que sont l'inupiaq (Alaska), l'inuktun (Nord-Ouest canadien), l'inuktitut (Québec, Nunavut) et le groenlandais.
Le yupik est encore très largement parlé, avec plus de 75 % de la population yupik qui le parle couramment.
Les Yupiks emploient un système d'écriture semblable à l'orthographe romaine, qaliujaaqpait, qu'ont développé les missionnaires moraves vers la fin du dix-neuvième siècle. Les Yupiks de l'Alaska sont les seuls peuples autochtones qui ont développé (indépendamment des missionnaires européens) un système d'écriture pictographique.

## Arts

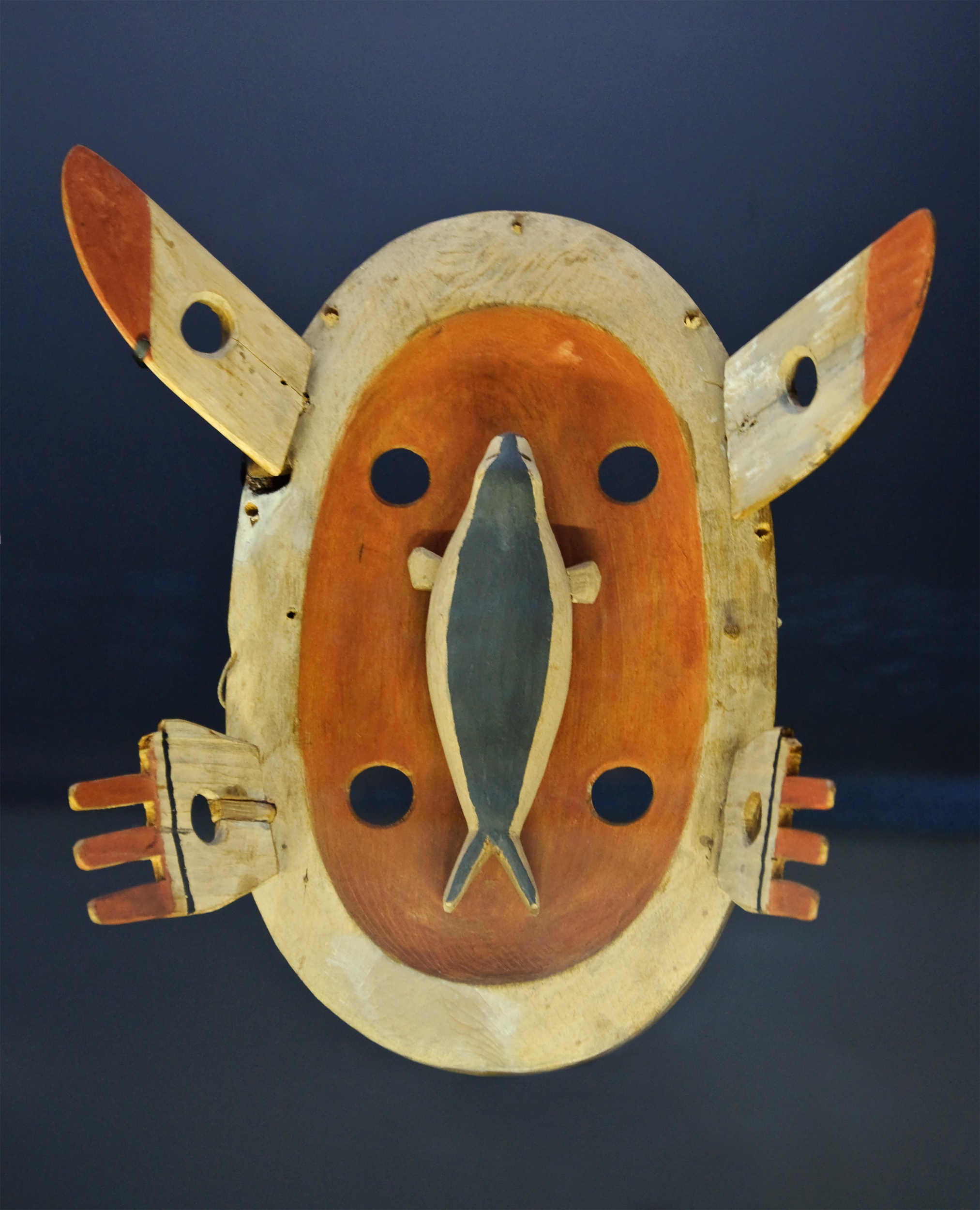
Masque yup'ik, Sitka, Alaska, collection de l'Alaska State Museum.

Outre la fabrication des vêtements, qui constitue une production féminine à la fois vitale et virtuose, les Yupiks sont célèbres pour leur fabrication de masques cérémoniels. Leur aspect varie en fonction de leur usage, allant de petits masques de doigts à de grands masques nécessitant plusieurs porteurs. Cependant, il existe des normes qui sont strictement respectées. Ainsi, les masques sont créés spécifiquement pour une occasion et d'après le rêve du chaman : il faut que l'esprit soit apparu pour qu'on puisse le représenter correctement. S'il ne le fabrique pas lui-même, il indique au sculpteur ce qu'il doit faire.
Pourtant, même si la continuité formelle est indéniable, chaque masque est unique et sa fabrication est sujette aux désirs et à la sensibilité du sculpteur. Il pioche dans un répertoire commun de formes mais se les approprie et les adapte. Les Yupiks pouvaient donc dans un masque reconnaître la vision et le style d'un sculpteur. Jusqu'à récemment, la capacité d'un homme à sculpter un masque était considérée comme aussi fondamentale que celle de manger et de respirer. Les plus doués avaient le privilège de se voir confier la réalisation des masques pour le chaman.
La fabrication débutait par la collecte du bois, spécifiquement récupéré pour l'occasion et soumise à des rites particuliers, afin de respecter le Yua. Le sculpteur suivait ensuite les directives du chaman pour la forme de l'objet, puis le peignait et terminait par l'ajout des différents éléments rapportés. Peindre le masque, c'était le rendre visible au monde des esprits, et malgré l'arrivée de colorants chimiques vendus par les occidentaux, les Yupiks restèrent majoritairement fidèles aux pigments naturels.
Ceux-ci étaient souvent brûlés après les cérémonies, d'où la rareté des traces archéologiques.

### Collections françaises
Le musée du Quai Branly - Jacques-Chirac à Paris expose plusieurs masques yupiks, dont certains proviennent de la collection de Robert Lebel, critique d'art proche des surréalistes.
On dénombre aussi deux dépôts au Pavillon des Sessions du musée du Louvre :
- Masque dit « du Poisson », bois polychrome et plumes, 48 cm, Baie du Kuskokwin (Alaska), ancienne collection André Breton, Collection du Musée du Quai Branly en dépôt au Pavillon des Sessions (Louvre) (n° inv. 70.1999.1.2) ;
- Masque dit « du cygne et de la baleine », bois polychrome et plumes, 72 cm, Baie du Kuskokwin (Alaska), ancienne collection André Breton, Collection du Musée du Quai Branly en dépôt au Pavillon des Sessions (Louvre) (no 70.1999.1.1).

Un ensemble des masques yupiks – n'appartenant pas aux collections françaises – a été présenté lors de l'exposition Upside-Down – Les Arctiques organisée entre septembre 2008 et janvier 2009 au musée du Quai Branly - Jacques-Chirac.

## Filmographie
Télévision
- 2017 : La Prophétie des Yupiks  de Dmitry Trakovsky et Paloma Veinstein